# Каганович (крейсер)
Крейсер «Каганович» (с 1945 года - «Лазарь Каганович», с 3 августа 1957 года — «Петропавловск») — лёгкий крейсер проекта 26-бис. Назван в честь Лазаря Моисеевича Кагановича.

## Строительство
Заложен 28 августа 1938 года на заводе номер 199 в Комсомольске-на-Амуре. Спущен на воду 7 мая 1944 года. Для достройки был отбуксирован во Владивосток. Вступил в состав Тихоокеанского флота 8 февраля 1947 года.

## Служба
Накануне войны с Японией крейсер находился в постройке. Планов по использованию крейсера не было.
В 1945 году крейсер переименован в «Лазарь Каганович».
С января 1947 года по апрель 1953 года КР «Каганович» находился в составе 5-го ВМФ, затем в составе Тихоокеанского флота.
В мае 1956 года вошёл в состав 14-й дивизии крейсеров, а в январе 1957 года вошёл в состав 15-й дивизии крейсеров эскадры Тихоокеанского флота.
3 августа 1957 года крейсер был переименован в «Петропавловск».
19 сентября 1958 года, в Охотском море, КР «Петропавловск» попал под удар тайфуна. Сила ветра была порядка 12 баллов. Крейсер получил значительные повреждения. В корпусе корабля образовалась течь. Несмотря на полученные повреждения КР «Петропавловск» добрался до базы.
6 февраля 1960 года КР «Петропавловск» был исключен из состава флота. После был перестроен в плавучую казарму.
В 1964 году сдан на слом.